# Uzročno-posljedična veza
Uzročno-posljedična veza (lat. actio et reactio)  ili 3. zakon (Zakon akcije i reakcije) Newtonovih zakona navodi da je svaka akcija (sila) istovremeno uzrok i popraćena jednakom reakcijom (suprotstavljenom silom):
{\displaystyle \mathbf {F} _{A\to B}=-\mathbf {F} _{B\to A}}

## Temelji
Sir Isaac Newton otkrio je načelo actio i reactio u djelu 
lex tertia. 